# مارك ويلز
مارك ويلز (بالإنجليزية: Mark Wills)‏ هو موسيقي ومغن مؤلف ومغني أمريكي، ولد في 8 أغسطس 1973 في كليفلاند في الولايات المتحدة.

## وصلات خارجية
- مارك ويلز على موقع IMDb (الإنجليزية)
- مارك ويلز على موقع ميوزك برينز (الإنجليزية)
- مارك ويلز على موقع ديسكوغز (الإنجليزية)
- مارك ويلز على موقع قاعدة بيانات الفيلم (الإنجليزية)